# Dune del Circeo
Dune del Circeo este o arie protejată (arie specială de conservare — SAC, sit de importanță comunitară — SCI) din Italia întinsă pe o suprafață de 441 ha, integral pe uscat.

## Localizare
Centrul sitului Dune del Circeo este situat la coordonatele 41°20′05″N 12°58′58″E / 41.334722°N 12.982778°E.

## Înființare
Situl Dune del Circeo a fost declarat sit de importanță comunitară în iunie 1995 pentru a proteja 2 specii de animale. Situl a fost protejat și ca arie specială de conservare în august 2017.

## Biodiversitate
Situată în ecoregiunea mediteraneană, aria protejată conține 15 habitate naturale: Dune mobile cu vegetație embrionară, Dune cu vegetație ierboasă Brachypodietalia cu specii anuale, Tufărișuri halofile mediteraneene și termo-atlantice (Sarcocornetea fruticosi), Lagune de coastă, Dune împădurite cu Pinus pinea și/sau Pinus pinaster, Vegetație anuală la limita mareei, Dune mobile de-a lungul țărmului cu Ammophila arenaria („dune albe”), Matorral arborescenți cu Juniperus spp., Dune cu vegetație ierboasă Malcolmietalia, Pajiști umede mediteraneene cu ierburi înalte de Molinio-Holoschoenion, Salicornia și alte specii anuale care populează regiunile mlăștinoase și nisipoase, Păduri termofile cu Fraxinus angustifolia, Dune de coastă cu Juniperus spp., Păduri de Quercus ilex și Quercus rotundifolia, Dune de pe litoral fixate cu Crucianellion maritimae.
La baza desemnării sitului se află mai multe specii protejate:
- păsări (1): prundăraș de sărătură (Charadrius alexandrinus)
- reptile (1): țestoasă bănățeană (Testudo hermanni)

Pe lângă speciile protejate, pe teritoriul sitului au mai fost identificate 2 specii de plante, 1 specie de mamifere, 5 specii de nevertebrate.